# Cérans-Foulletourte
Cérans-Foulletourte é uma comuna francesa na região administrativa do País do Loire, no departamento de Sarthe. Estende-se por uma área de 32.52 km². Em 2010 a comuna tinha 3 414 habitantes (densidade: 105 hab./km²).